# JPK Composites
Pour les articles homonymes, voir JPK.
JPK Composites est une entreprise de construction navale basée à Larmor-Plage, dans le département français du Morbihan. Elle produit une gamme de voiliers de course et de croisière rapide qui se sont particulièrement distingués depuis 2003.

## Histoire

### Origines
JPK Composites est fondée en 1992 par Jean-Pierre Kelbert, ancien membre de l'équipe de France de planche à voile 1988 et champion d'Europe en 1988 et 1989. Jusqu'au début des années 2000, le chantier produit 500 à 600 flotteurs de planches à voile par an, destinés aux professionnels et aux amateurs de planches haut de gamme. Parallèlement, il réalise des pièces de composites pour d'autres chantiers de la région, comme CDK Technologies ou Multiplast,.

### Voiliers de course
À la suite de la rencontre avec l'architecte Jacques Valer en 1999, Jean-Pierre Kelbert oriente son activité vers la production de voiliers de course. La première unité, le JPK 960, sort en 2003 ; cette année, le voilier termine cinquième du Spi Ouest-France et remporte le Tour du Finistère à la voile et l'Obelix Trophy.
En 2010, le chantier lance le JPK 1010, qui est désigné « voilier IRC de l'année » par l'Union nationale pour la course au large lors du Salon nautique international de Paris. À bord d'un des JPK 1010, le skipper Alexis Loison et son père Pascal remportent la Fastnet Race 2013 en double en toutes catégories, une première ; ils remportent une nouvelle fois l'épreuve en 2017.
En 2015, les JPK 1080 dominent le circuit IRC du RORC, avec une nouvelle victoire toutes catégories dans la Fastnet pour un voilier JPK, barré par Géry Trentesaux. En décembre, Géry Trenteseaux, avec Jean-Pierre Kelbert et Alexis Loison comme équipiers, remporte la Sydney-Hobart en classe IRC4 et se classe deuxième toutes classes,. La même année, le JPK 1080 est désigné « voilier de l'année » par l'IRC et « European Yacht of the Year 2015 » au salon boot Düsseldorf.
En 2018, le chantier lance le JPK 1180.
En 2019, le chantier sort le JPK 1030, dans la lignée des JPK 1010 et 1080, avec une carène plus orientée course au large que parcours en baie.
En 2025, le premier modèle de JPK 1050 est mis à l'eau en succession du JPK 1030. Il assume désormais pleinement un design planant, léger et très toilé, sauvant son rating élevé par ses performances. Ses premières victoires sur le Spi Ouest France, la Transmanche ou encore la Course des Îles, confirment son statut dominateur en IRC double et IRC 2.

### Voiliers de croisière rapide
En 2012, JPK Composites se lance dans la production de voiliers de croisière rapide et lance le JPK 38 FC (Fast Cruiser), qui est désigné « voilier de l'année » par Voile Magazine.
En 2016, sort le JPK 45 FC, désigné voilier de l'année par le Salon nautique international de Paris.
En 2021, JPK Composites lance le JPK 39 FC, héritier du JPK 38 FC. Il est élu voilier de l'année par Voile Magazine, puis voilier européen de l'année par le jury du salon Boot Düsseldorf.

### Bateaux à moteur
En 2023, JPK Composites dévoile son premier motorboat : le JPK Nomad 40.

## Gamme JPK
- 2003 : JPK 9.60
- Entre 2005 et 2009 : JPK 110, JPK 998 et JPK 40
- 2010 : JPK 10.10
- 2012 : JPK 38 FC
- 2015 : JPK 10.80
- 2016 : JPK 45 FC[19]
- 2018 : JPK 1180[20]
- 2019 : JPK 1030[21]
- 2021 : JPK 39 FC[22]
- 2023 : JPK Nomad 40[23]
- 2025 : JPK 1050[24]

## Distinctions et récompenses
| Modèle    | Distinction                                                                    | Année |
| --------- | ------------------------------------------------------------------------------ | ----- |
| JPK 10.80 | Voilier de l'année (IRC)                                                       | 2015  |
| JPK 10.80 | Voilier européen de l'année (Boot Düsseldorf)                                  | 2015  |
| JPK 38 FC | Voilier de l'année (Voile Magazine)                                            | 2013  |
| JPK 45 FC | Voilier de l'année (Salon nautique de Paris)                                   | 2017  |
| JPK 39 FC | Voilier de l'année (Voile Magazine)                                            | 2021  |
| JPK 39 FC | Voilier européen de l'année, catégorie "Performance Cruiser" (Boot Düsseldorf) | 2022  |